# Daniel Rodney
Daniel Rodney (Lewes, 1764. szeptember 10. – Lewes, 1846. szeptember 2.) az Amerikai Egyesült Államok szenátora (Delaware, 1826–1827).